# Saint-Germain-des-Prés (métro de Paris)
Pour les articles homonymes, voir Saint-Germain.
Saint-Germain-des-Prés est une station de la ligne 4 du métro de Paris, située dans le 6e arrondissement de Paris.

## Situation
La station est située sous le boulevard Saint-Germain non loin de l'intersection avec la rue de Rennes et la rue Bonaparte.
Elle est géographiquement très proche de la station Mabillon sur la ligne 10 dont le tunnel est le plus profond.

## Histoire
La station est ouverte le 9 janvier 1910.

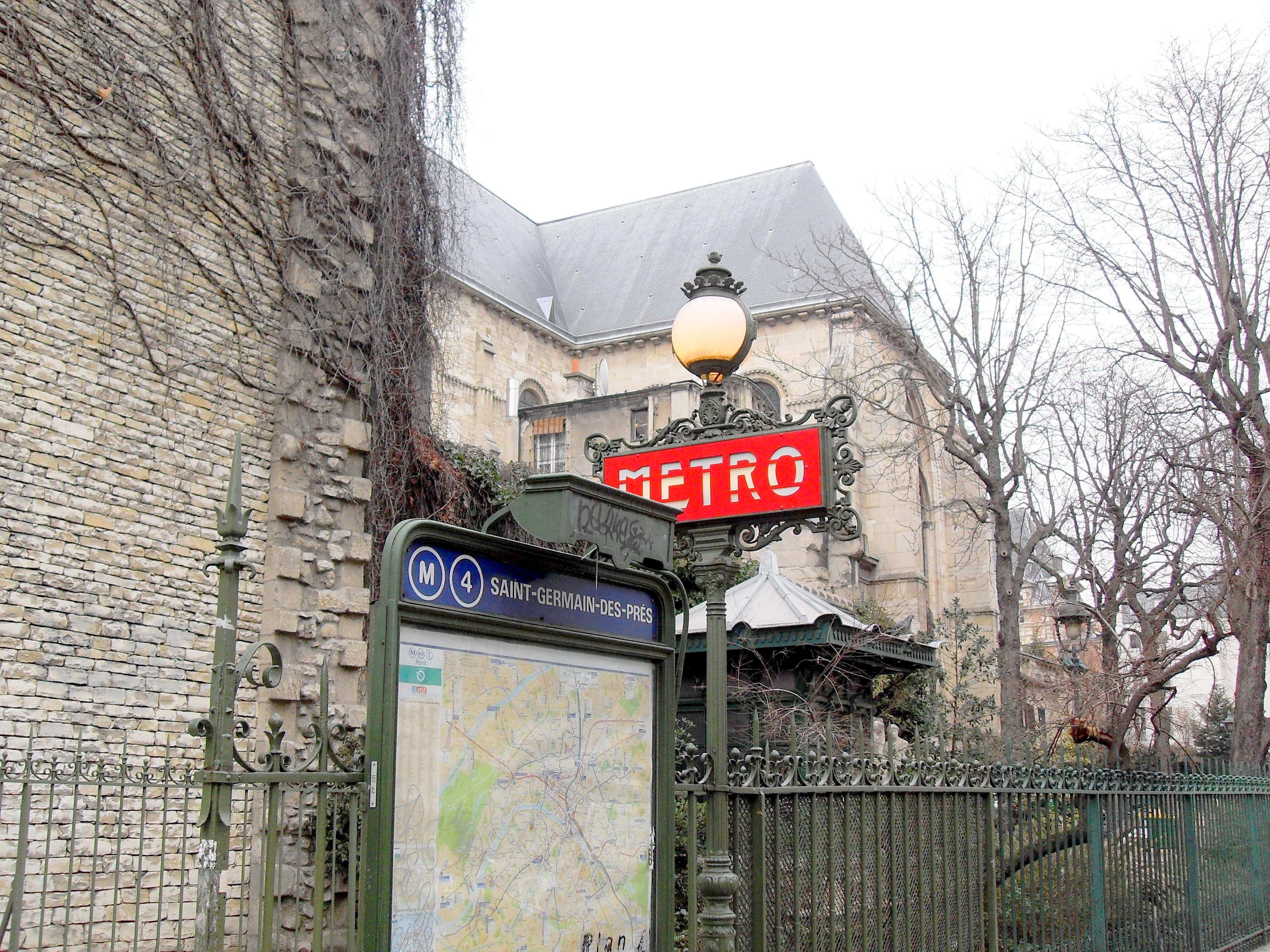
Candélabre Val d'Osne de l'entrée de la station devant l'église de Saint-Germain-des-Prés.

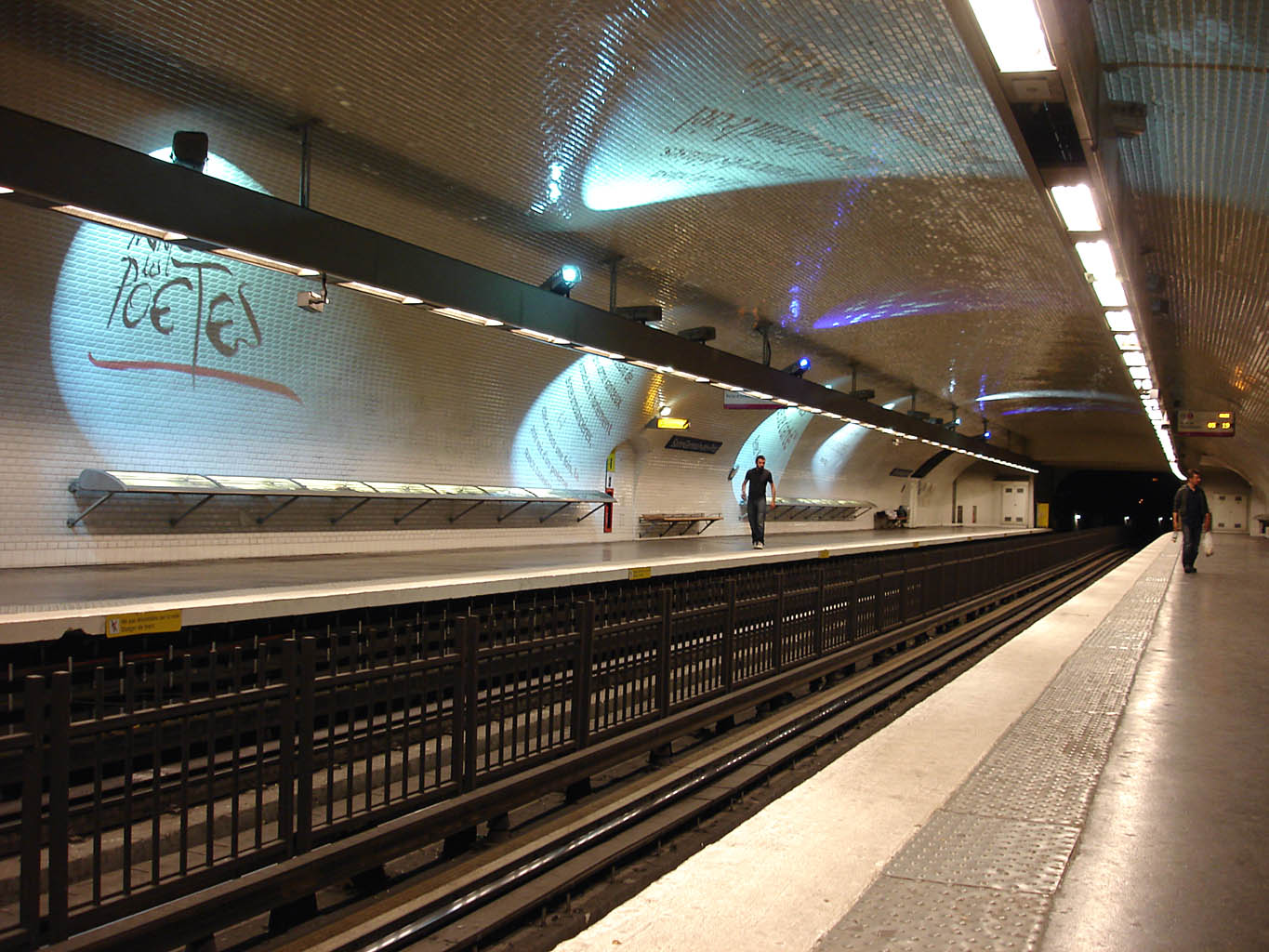
La station en juillet 2008, alors dotée de vitrines et d'extraits d'œuvres littéraires projetées sur la voûte.

Elle se trouve sous le boulevard Saint-Germain, entre le carrefour de la rue de Rennes et celui de la rue du Four.
Sa dénomination vient de l'église Saint-Germain-des-Prés et de la place Saint-Germain-des-Prés. 
Jusqu'en 2016, les quais sont dotés d'une décoration évoquant l'histoire de la création littéraire dans le quartier. Des extraits d'œuvres littéraires sont projetés sur la voûte, la station étant dépourvue des habituels panneaux publicitaires. Des vitrines présentent des récits de jeunes talents de la littérature. Ces ornements sont déposés courant 2016, ainsi que les deux rampes lumineuses « Andreu-Motte » en 2017 en raison des travaux préparatoires à l'automatisation de la ligne qui passent par la modernisation de plusieurs stations.
Dans le cadre de l'automatisation de la ligne 4, ses quais ont été rehaussés afin de recevoir des portes palières. Ces dernières sont posées de février à mai 2019[réf. nécessaire]. Au printemps 2021, les lettres reprenant le nom de la station, de tailles différentes et de couleur noire, sont posées sur les murs de la station,.
En 2019, 3 866 889 voyageurs sont entrés à cette station ce qui la place à la 126e position des stations de métro pour sa fréquentation.
En 2020, avec la crise du Covid-19, 1 712 923 voyageurs sont entrés dans cette station ce qui la place à la 144e position des stations de métro pour sa fréquentation.
La station est dotée de plusieurs œuvres d'art, dont Les Messagers, sculpture en bronze de Gualtiero Busato et une mosaïque rendant hommage à Johannes Gutenberg, d'André Ropion.
En 2021, la fréquentation remonte progressivement, avec 2 378 860 voyageurs qui sont entrés dans cette station ce qui la place à la 142e position des stations de métro pour sa fréquentation.

## Services aux voyageurs

### Accès
Chacune des deux sorties de cette station, situées de part et d'autre du boulevard Saint-Germain, juste à côté de l'église du même nom, est ornée d'un candélabre Val d'Osne.

Accès à la station
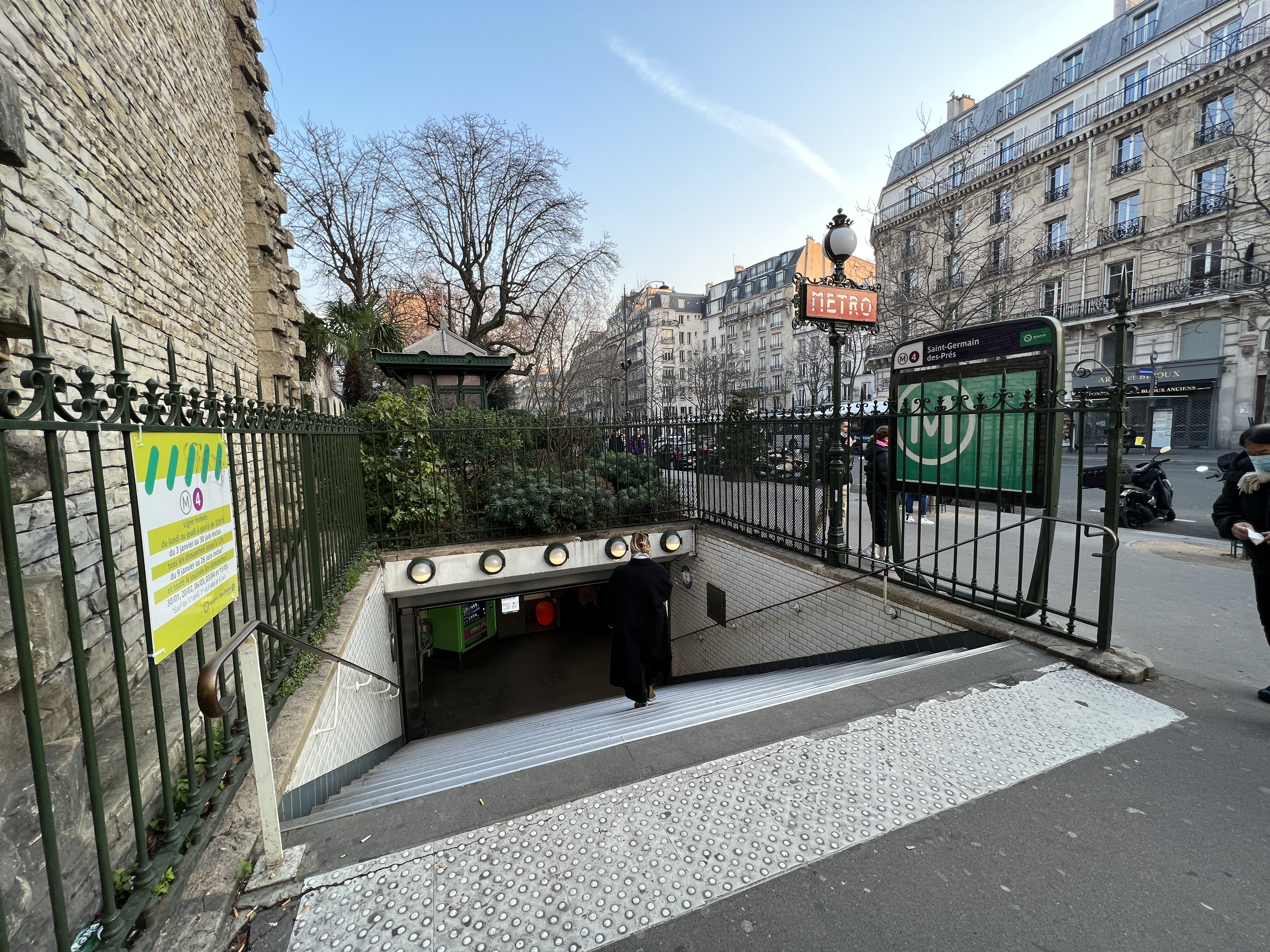
L'accès no 1 « Église Saint-Germain-des-Prés ».
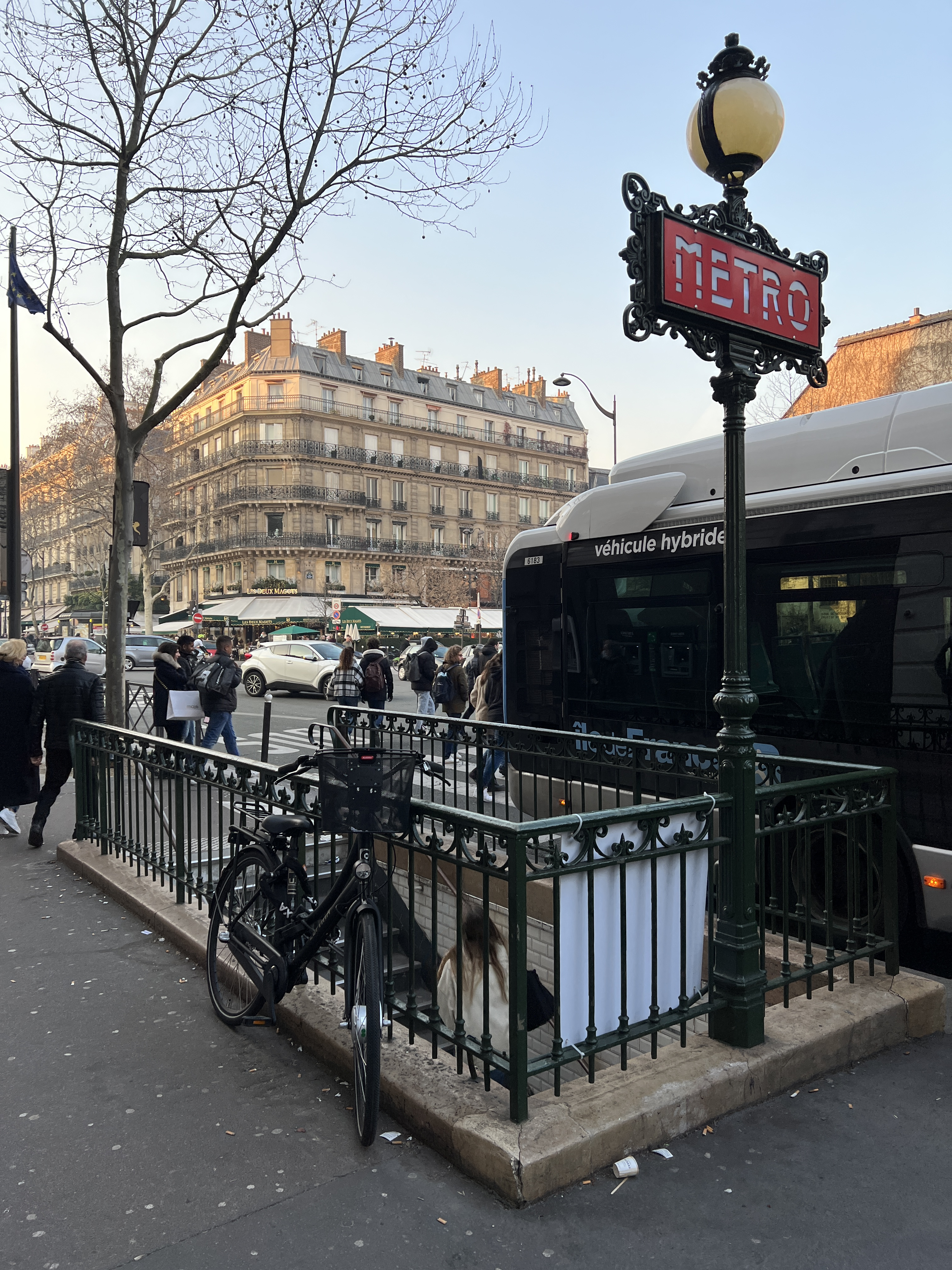
L'accès no 2 « Rue de Rennes ».

### Quais
Saint-Germain-des-Prés est une station de configuration standard : elle possède deux quais séparés par les voies du métro et la voûte est elliptique. Les sièges de type Akiko sont de couleur noire.

### Intermodalité
La station est desservie par les lignes 39, 63, 70, 86, 87, 95 et 96 du réseau de bus RATP et, la nuit, par les lignes N01, N02, N12 et N13 du réseau Noctilien.

## À proximité
- Abbaye de Saint-Germain-des-Prés
- Quartier Saint-Germain-des-Prés
- Café de Flore
- Les Deux Magots